# Final Battle (2017)
Pour les articles homonymes, voir Final Battle.
L'édition 2017 de Final Battle est une manifestation de catch (lutte professionnelle) en paiement à la séance, produite par la fédération américaine Ring of Honor (ROH), initialement diffusée en haute définition et en direct sur le câble et via satellite, aux États-Unis. Elle est également disponible en ligne, sur le site d'hébergement de vidéos FiteTV. Le pay-per-view (PPV) s'est déroulé le 15 décembre 2017 au Hammerstein Ballroom à New York, dans l'État de New York. Ce pay-per-view est considéré comme l'un des plus gros succès de la fédération. Pour cette 16e édition de Final Battle, le champion en titre Cody et Dalton Castle sont présentés en vedette de l'affiche promotionnelle.

## Contexte
Les spectacles de la Ring of Honor en paiement à la séance sont constitués de matchs aux résultats prédéterminés par les scénaristes de la ROH. Ces rencontres sont justifiées par des storylines - une rivalité avec un catcheur, la plupart du temps - ou par des qualifications survenues au cours de shows précédant l'évènement. Tous les catcheurs possèdent un gimmick, c'est-à-dire qu'ils incarnent un personnage face (gentil) ou heel (méchant), qui évolue au fil des rencontres. Un pay-per-view comme Final Battle est donc un événement tournant pour les différentes storylines en cours.

### Cody contre Dalton Castle

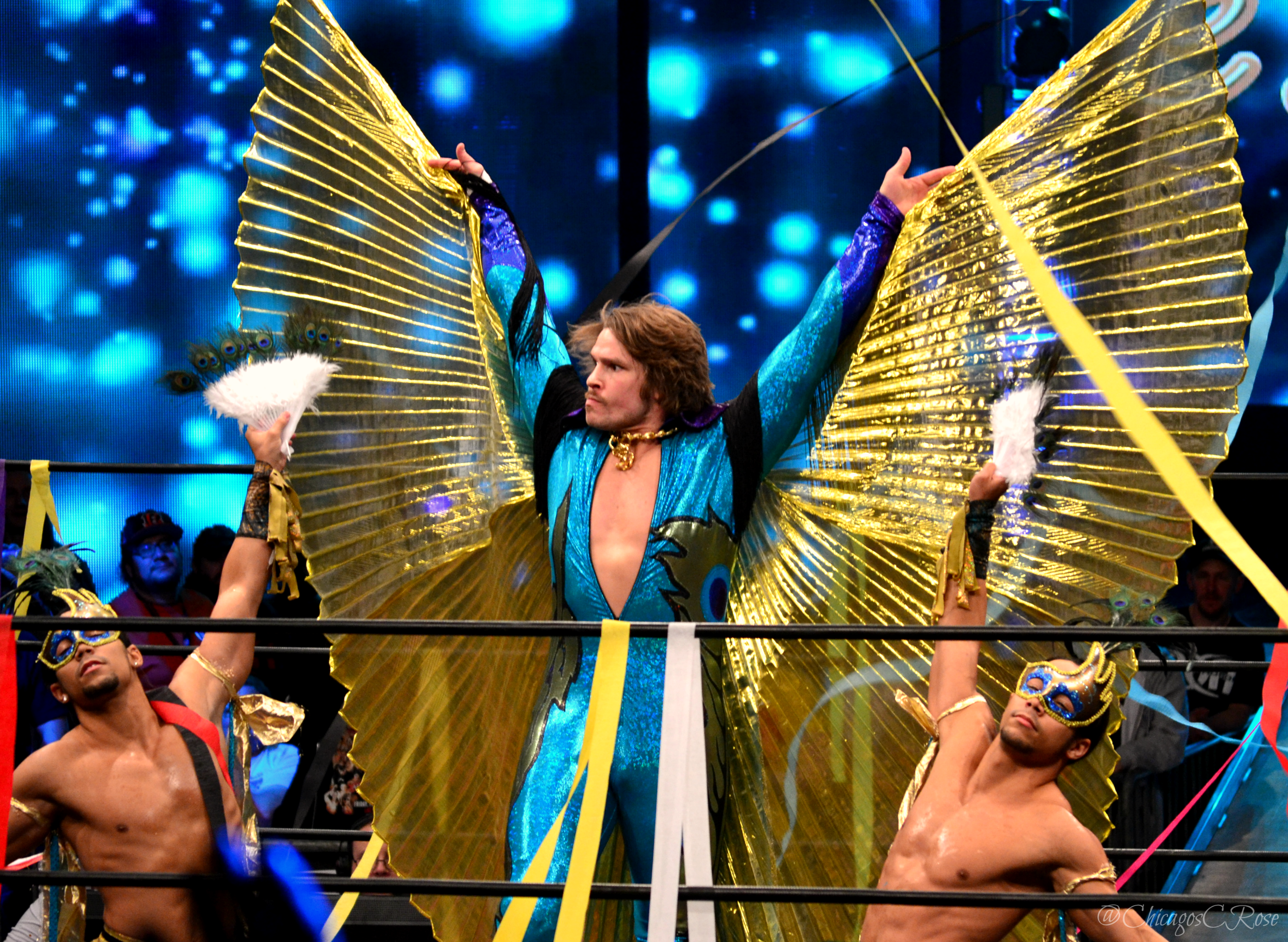
Dalton Castle parviendra t-il a remporter le titre mondial de la ROH?

Cody a conservé son titre mondial à de multiples reprises. Il cherche ainsi régulièrement de nouveaux challengers au titre. Dalton Castle se montre alors intéressé et vient confronter le champion en titre lors de War of the Worlds: Liverpool. Le jour suivant, Cody riposte en attaquant par surprise Dalton Castle, le blessant à l'épaule. Par la suite, Cody se moque de Castle en évoquant qu'il n'est qu'un gimmick et non un vrai catcheur. Le match a ensuite été officialisé entre les deux protagonistes.

## Matchs
| #                                                                | Matchs | Stipulation                                                             | Durée |
| ---------------------------------------------------------------- | --- | ----------------------------------------------------------------------- | ----- |
| Dark                                                             | The Dawgs (Rhett Titus & Will Ferrara (en)) battent Cheeseburger (en) et Delirious                                     | Match par équipe                                                        |       |
| Dark                                                             | Jonathan Gresham bat Josh Woods                                                                                        | Match simple                                                            |       |
| 1                                                                | Matt Taven (avec Vinny Marseglia et TK O'Ryan) bat Will Ospreay                                                        | Match simple                                                            | 10:43 |
| 2                                                                | War Machine (Hanson & Raymond Rowe) battent The Addiction (Frankie Kazarian & Christopher Daniels))                    | Match par équipe                                                        | 9:27  |
| 3                                                                | Jay Lethal bat Marty Scurll                                                                                            | Match simple                                                            | 15:57 |
| 4                                                                | Motor City Machine Guns (Alex Shelley & Chris Sabin) (c) battent Best Friends (Beretta & Chuckie T.)                   | Match par équipe pour les ROH World Tag Team Championship               | 9:45  |
| 5                                                                | Silas Young (avec Beer City Bruiser) bat Punishment Martinez, Shane Taylor et Kenny King (c)                           | Four Way Elimination match pour le ROH World Television Championship    | 17:24 |
| 6                                                                | The Briscoe Brothers (Jay Briscoe et Mark Briscoe) battent Tommy Dreamer & Bully Ray                                   | New York Street Fight Tag Team match                                    | 16:15 |
| 7                                                                | Bullet Club (The Young Bucks (Nick Jackson et Matt Jackson) et Adam Page) (c) battent Dragon Lee, Flip Gordon et Titán | Six Man Tag Team match pour les ROH World Six-Man Tag Team Championship | 14:54 |
| 8                                                                | Dalton Castle (avec The Boys) bat Cody (c) (avec Brandi Rhodes)                                                        | Match simple pour le ROH World Championship                             | 12:52 |
| (c) désigne le(s) champion(s) défendant son titre dans le match. | |                                                                         |       |